# Stazione di Greenport
La stazione di Greenport (in inglese Greenport Station) è una stazione ferroviaria, capolinea orientale della Main Line della Long Island Rail Road. Serve l'omonimo villaggio della contea di Suffolk, nello Stato di New York.

## Storia
La stazione, originariamente denominata Green-Port, venne attivata il 19 luglio 1844. Fino al 5 giugno 1955 la stazione fu servita da treni a vapore. Il 1º ottobre 1967, la biglietteria e il gabbiotto per l'agente di stazione furono eliminati.

## Movimento
La stazione è servita dai treni della linea Ronkonkoma del servizio ferroviario suburbano della Long Island Rail Road.

## Servizi
Le banchine a servizio dei binari sono accessibili ai portatori di disabilità attraverso una serie di rampe.
- Biglietteria automatica

## Interscambi
La stazione interscambia con il servizio automobilistico della Suffolk County Transit e con il traghetto North Ferry.
- Fermata autobus
- Fermata traghetto